# 한글재단
한글재단은 우리말과 글을 갈고 닦는 개인이나 단체 지원 및 한글의 국내외 선양하기 위하여 1995년 10월 19일 설립된 문화체육관광부 소관의 재단법인이다. 사무실은 서울특별시 서초구 서초중앙로26길 5, 501호 (서초동, 하림빌딩1차)에 있다.

## 주요 사업
- 우리말과 글을 연구하는 개인 및 단체 지원
- 우리말과 글관련 간행물, 저술, 논문 등 출판 및 지원
- 전통문화와 한국학 연구 지원